# Molère
Molère – miejscowość i dawna gmina we Francji, w regionie Oksytania, w departamencie Pireneje Wysokie. W 2013 roku populacja gminy wynosiła 40 mieszkańców. 
W dniu 1 stycznia 2017 roku z połączenia dwóch ówczesnych gmin – Benqué oraz Molère – utworzono nową gminę Benqué-Molère. Siedzibą gminy została miejscowość Benqué. 